# Stéphane Collet
Stéphane Collet (Diego Suárez, 13 de juny de 1972) és un exfutbolista i entrenador gal·lo-malgaix. Com a jugador, ocupava la posició de migcampista.

## Trajectòria
Comença a destacar a les files de l'OGC Niça, club en el qual va romandre entre 1990 i 1996 i amb el qual va assolir l'ascens a la màxima categoria francesa. El 1996 fitxa pel RC Strasbourg, sent un dels jugadors més destacats del conjunt alsacià al final dels 90, amb qui guanyaria la Copa de la Lliga de 1997 i participaria en competicions europees.
A partir d'ací, la carrera d'en Collet iniciaria una davallada. Passa la temporada 99/00 en blanc pràcticament, per una lesió mentre milita al RC Lens. El 2000 fitxa per la Reial Societat, però no troba lloc a l'equip basc, que el cediria al RC Strasbourg.
Retorna definitivament al seu país el novembre del 2003 per jugar amb el modest FC Carros i amb el Rapid de Menton, fins a penjar les botes el 2008. Posteriorment, iniciaria la seua carrera d'entrenador fent-se càrrec del Carros.
En total, ha disputat 155 partits a la màxima categoria francesa.

## Internacional
Collet ha estat internacional amb la selecció de futbol de Madagascar.